# Rodrigo Deza
Rodrigo Deza (Madrid, 1589-íb.15 de enero de 1660) fue un predicador y misionero jesuita.

## Biografía
Nació en Madrid, hijo de Alonso Suárez de Deza y doña Juana de Torres. Ingresó a la Compañía de Jesús en su colegio de los jesuitas en Oropesa.
Estuvo destinado a misiones en la India, pero tras diez años nunca embarcó. Fue confesor de Margarita de Saboya, viuda de Francisco IV Gonzaga, duque de Mantua. Esta princesa, prima hermana de Felipe IV, había sido nombrado por este después de viuda, virreina de Portugal. En 1640 fue hecha prisionera por los bragancistas, siendo liberada en 1643 y volviendo tras un destierro disimulado a la corte española, donde comenzó a confesarla Rodrigo Deza.
Murió en el Colegio Imperial de San Pedro y San Pablo en Madrid, donde residía.

### Individuales
1. ↑  Díaz, José Simón (1992). Historia del Colegio Imperial de Madrid: (del estudio de la villa al Instituto de San Isidro, años 1346-1955). Instituto de Estudios Madrileños. ISBN 978-84-00-07148-6. Consultado el 8 de abril de 2024.